# Muhamed Toromanović
Muhamed Toromanović, né le 9 avril 1984 à Cazin, est un joueur bosnien de handball. Évoluant au poste de pivot, il figure parmi les meilleurs buteurs de l'histoire et les joueurs les plus sélectionnées de l'équipe nationale de Bosnie-Herzégovine dont il a été le capitaine pendant plusieurs années.

## Palmarès

### En club
Compétitions internationales
- demi-finaliste de la Coupe des coupes en 2007

Compétitions nationales
- Vainqueur de la Coupe de Bosnie-Herzégovine (2) : 2004 et 2008
- Vainqueur du Championnat de Bosnie-Herzégovine (3) : 2006, 2007 et 2008
- Vainqueur du Championnat du Danemark (1') : 2009
  - Deuxième en 2010
- Deuxième du Championnat de Pologne (3) : 2012, 2013, 2014

### En équipe nationale
- 20e place au champion du monde 2015

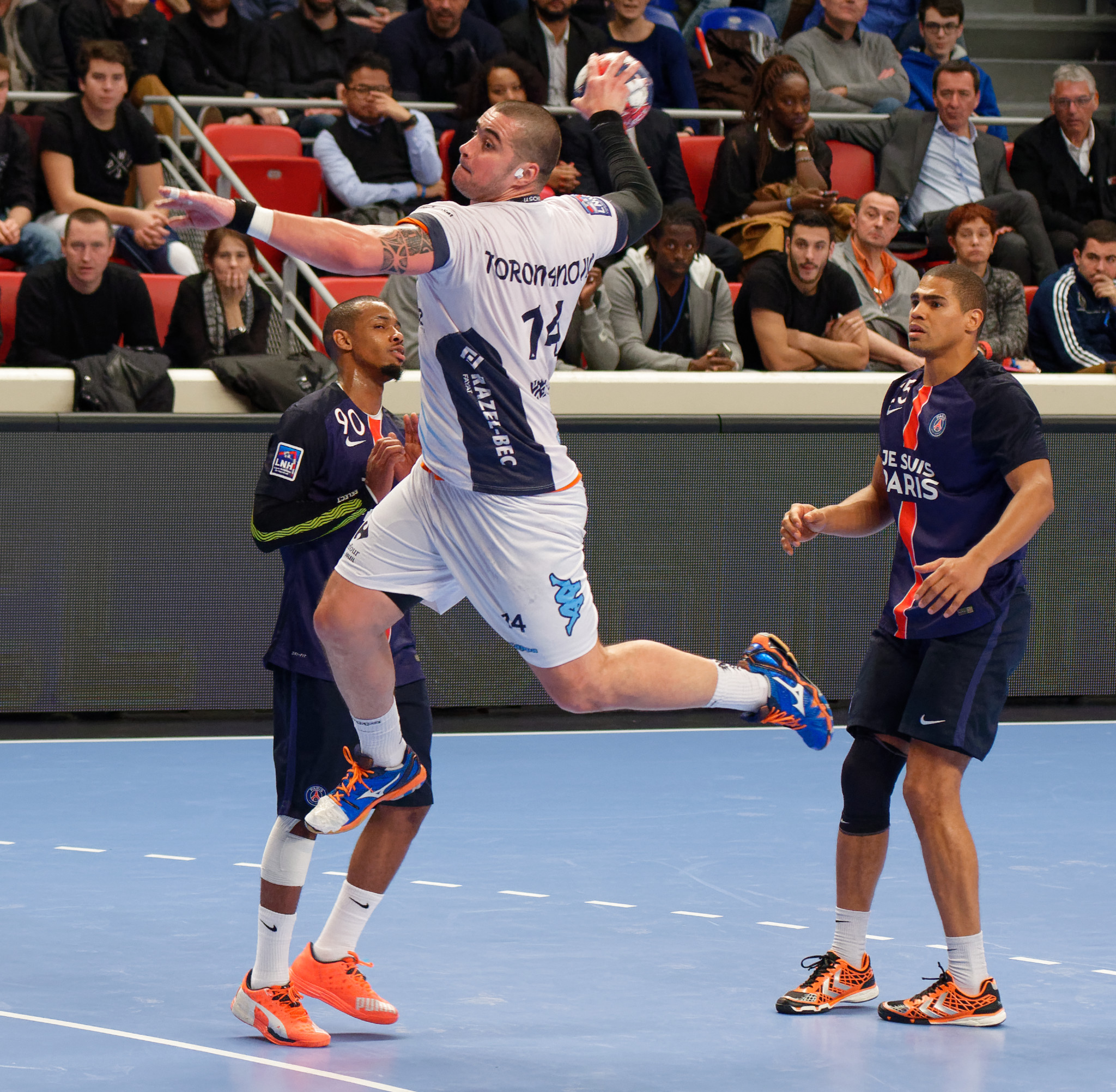
Muhamed Toromanović au tir avec Créteil face au PSG le 25 novembre 2015.